# Seisaku no Tsuma
Seisaku no Tsuma (anhörenⓘ; japanisch 清作の妻; englisch Seisaku’s wife oder The Wife of Seisaku) ist ein japanischer schwarz-weiß Spielfilm aus dem Jahr 1965 in der Regie von Yasuzō Masumura. Der Film wurde in einer digital restaurierten Fassung bei den 75. Internationalen Filmfestspielen Berlin 2025 in der Sektion Berlinale Classics als Weltpremiere gezeigt.

## Handlung
In der späten Meiji-Zeit wird Okane im Alter von 17 Jahren von ihrer Familie an einen wesentlich älteren, wohlhabenden Kimono-Kaufmann als Konkubine verkauft. Die Armut ihrer Eltern ist so groß, dass ihr jüngerer Bruder Koutaro aufgrund von Unterernährung an einer Lungenentzündung gestorben war, als sie 13 war, so dass sie ohne ihr Einkommen als Konkubine nicht überleben können. Als der Kaufmann stirbt – Okane ist gerade 20 – erhält sie von dessen Familie ein von ihm verfügtes Erbe ausbezahlt. Etwa zur gleichen Zeit stirbt ihr Vater, der zuletzt als einfacher Hafenarbeiter tätig war, so dass sie mit ihrer Mutter in ihr Heimatdorf zurückkehrt. Ihre Eltern waren wegen ihrer Verschuldung aus der Dorfgemeinschaft verbannt worden.
Mit dem geerbten Geldbetrag ist Okane in der Lage, die Schulden ihrer Eltern zu bezahlen und sich mit ihrer Mutter ein Stück Land für ihren Unterhalt zu kaufen. Die beiden leben einsam, da die Dorfgemeinschaft sie ablehnt. Okane wird als „gefallene“ Frau verachtet und passt mit ihren besseren Kleidern nicht in die Gemeinschaft, zumal sie nicht arbeitet und den ganzen Tag müßig vor ihrem Haus sitzt.
Seisaku ist ein wegen seines Militärdiensts beliebter junger Mann aus dem Dorf, der alle Dorfbewohner dazu antreibt, noch früher aufzustehen, um noch mehr für den Kaiser zu arbeiten und ihre patriotische Pflicht zu erfüllen. Okane widersetzt sich dem Aufruf. Etwa zu dieser Zeit stirbt Okanes Mutter, und Seisaku, der zufällig in der Nähe ist, als Okane hilfesuchend aus dem Haus läuft, unterstützt sie bei den Formalitäten für die Beerdigung. Okane nimmt nach dem Tod der Mutter ihren geistig behinderten Cousin Heisuke bei sich auf, da sie ihrer Mutter auf dem Sterbebett versprochen hat, für ihn zu sorgen. Seisaku und Okane freunden sich an und verlieben sich schließlich ineinander. Seisaku möchte sie heiraten, doch er ist seit Jahren seiner Nachbarin Oshina versprochen, die nur auf seine Rückkehr aus dem Militärdienst gewartet hat, so dass Seisakus Mutter ihm die Erlaubnis verweigert. Seisaku heiratet Okane dennoch, gegen den Willen seiner Mutter und gegen die Gepflogenheiten der Gemeinschaft, und zieht in Okanes Haus.
1903 erhalten die jungen Männer des Dorfes den Einberufungsbefehl für den Russisch-Japanischen Krieg. Auch Seisaku zieht in den Krieg und meldet sich wegen seiner ehrenhaften Position als vorbildlicher Soldat freiwillig zu einem Kamikaze-Kommando. Er wird beim Einsatz jedoch nur verwundet und kehrt nach einem halben Jahr für eine kurze Rekonvaleszenzzeit ins Dorf zurück. Am Tag seiner Rückkehr ins Kriegsgeschehen, greift Okane zu einem extremen Mittel, um ihn kriegsuntauglich zu machen. Durch ihre Tat kommt sie für zwei Jahre ins Gefängnis und Seisaku vor das Kriegsgericht, da ihm eine Mittäterschaft unterstellt wird, um sich dem Kriegsdienst zu entziehen. Doch er wird freigesprochen. Die Gemeinschaft verachtet ihn nun als Feigling. Allein Heisuke, Okanes Cousin, dem gesellschaftliche Normen fremd sind, hält zu ihm. Als Okane aus dem Gefängnis entlassen wird, unterwirft sie sich seinem Urteil über Leben und Tod, doch er liebt sie noch immer. Zusammen mit Heisuke ziehen sie sich aus der Dorfgemeinschaft in Okanes Haus zurück.

## Hintergrund

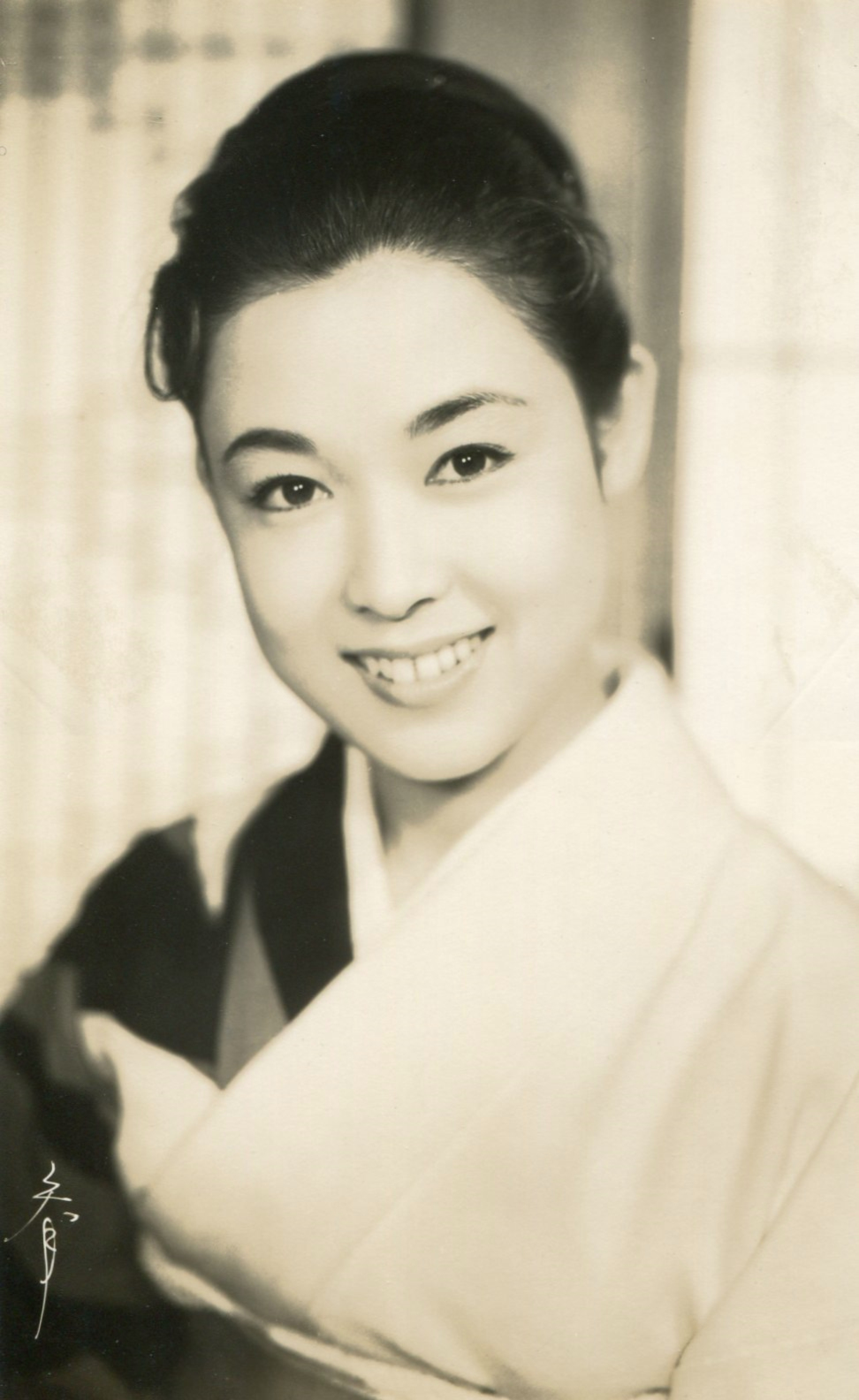
Ayako Wakao in den 1950ern

Seisaku no Tsuma zählt zu den fünf „Frauenfilmen“, die der Regisseur Yasuzō Masumura mit der Schauspielerin Ayako Wakao nach einem Drehbuch des bekannten Drehbuchautors Kaneto Shindō zwischen 1965 und 1967 drehte. Der Film gilt als Angriff auf den bereits vor dem Zweiten Weltkrieg in Japan herrschenden Militarismus. Er beruht auf einem Roman, der bereits 1924 unter der Regie von Minoru Murata verfilmt wurde.
Seisaku no Tsuma wird zu den Antikriegsfilmen gezählt und den „tsuma-mono“-Filmen zugerechnet, einem Genre des japanischen Films, in denen (Ehe-)Frauen die tragende Rolle spielen.
Der Schwarzweißfilm wurde in DaieiScope gedreht und 2025 digital im Format 4K restauriert. Der Restaurierungsfassung lagen die Originalton- und Bildnegative zugrunde. Die Restaurierung übernahm die Kadokawa Corporation aus dem ursprünglichen 35-mm-Negativfilm bei Imagica EMS unter Leitung von Masahiro Miyajima. Die Restaurierungsfassung wurde 2025 erstmals im Rahmen der 75. Internationalen Filmfestspiele Berlin gezeigt.

## Rezeption
Auf nippon-kino.net wurde der Film mit 8,5 Punkten von 10 bewertet und bekam die Auszeichnung „überragend“. Über den Film schrieb Pablo Knote in Zusammenhang mit dessen Thema, dass der Krieg Menschen zur Ware mutieren lässt: „Diesen Themenkomplex bettet Masumura in eine präzise Bildersprache und ein flottes Erzähltempo ein. Keine Szene ist unnötig, jeder Moment bringt den Film voran, so dass Seisaku’s Wife mit seinen 93 Minuten keine Minute zu lang oder zu kurz ist, was auch dem exzellenten Drehbuch von Großmeister Kaneto Shindo zu verdanken ist. Auch die Musik des Komponisten Tadashi Yamauchi ist großartig. Er mischt melancholische Geigenklänge mit monotonen Trommelschlägen und verleiht dem Film damit hochwertige Klasse und emotionale Wucht.“
Auch Ayako Wakao wird ihr Können in der Rolle der Okane auf dem Blog whoknowspresents.blogspot bestätigt, sie spiele eine Okane, „die in jedem Augenblick des Films unter die Haut geht“, es sei „einer ihrer besten“ Rollen.
Das Online-Magazin The Berliner zählte Seisaku no Tsuma zu den 14 sehenswerten Filmen der Berlinale 2025.

## Auszeichnungen
- Teilnahme an der 75. Berlinale